# Escola Estadual São Paulo
A Escola Estadual de São Paulo, originalmente denominada Gymnásio do Estado de São Paulo, é uma tradicional escola pública brasileira, administrada pela Secretaria da Educação do Estado de São Paulo e localizada no centro da capital paulista, junto ao Parque Dom Pedro II. Fundada em 1894, possui grande importância na história do ensino público no estado.
Foi o primeiro ginásio instalado na cidade de São Paulo e, por muito tempo, referência nacional no ensino secundário, tendo sido responsável pela formação de um grande contingente de líderes políticos, intelectuais, cientistas e empresários de destaque na sociedade brasileira. O ingresso, como nos demais ginásios do estado, deu-se por muitas décadas por meio de concurso.
Ocupou diversas instalações, entre elas o edifício da Pinacoteca do Estado, e sofreu mudanças substanciais em sua metodologia, em função das diversas adaptações do ensino público registradas no país a partir da década de 1960.
Hoje, oferece exclusivamente o Ensino Médio em tempo integral, cuja missão é ser um núcleo formador de jovens protagonistas, primando por sua excelência acadêmica, no apoio integral aos seus projetos de vida, seu aprimoramento como pessoa humana, sua formação ética, seu desenvolvimento da autonomia intelectual e seu pensamento crítico, ou seja, formando jovens autônomos, solidários e competentes.
Teve alguns alunos ilustres como o ex-governador Carvalho Pinto, o jornalista Vladimir Herzog e Casper Líbero, o escritor e banqueiro Eduardo Parreira, o jurista Hélio Bicudo e o jornalista, contista, novelista, romancista e ensaísta Orígenes Lessa.

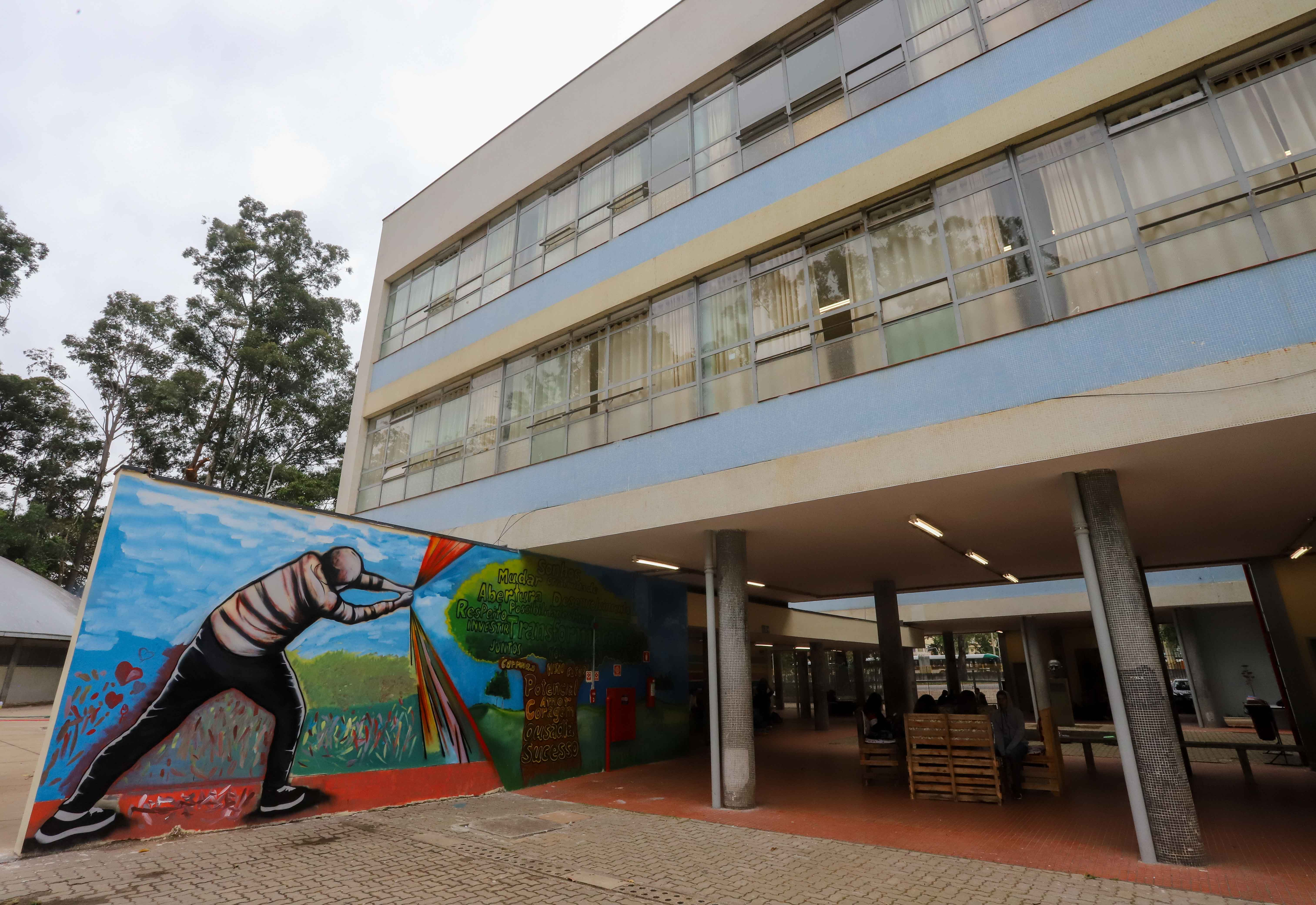
Espaço de Convivência.